# Affirmation (singolo Savage Garden)
Affirmation è un singolo del gruppo musicale australiano Savage Garden, pubblicato il 10 gennaio 2000 come terzo estratto dall'album Affirmation.

## Tracce
CD Singolo
1. Affirmation – 4:56
2. I Don't Care – 4:38
3. Affirmation (Stop Beats Mix) – 4:46
4. I Knew I Loved You (Crossover Mix) – 4:26

CD Maxi
1. Affirmation (Groovy Mix) – 4:47
2. I Knew I Loved You (Mini-Me Mix) – 4:19
3. I Knew I Loved You (Eddie's Rhythm Radio Mix) – 4:25
4. Two Beds And A Coffee Machine (Piano And Vocal) – 3:28
5. I Don't Care – 5:05

## Classifiche

### Classifiche settimanali
| Classifica (2000) | Posizione massima |
| ----------------- | ----------------- |
| Australia         | 16                |
| Germania          | 64                |
| Irlanda           | 23                |
| Nuova Zelanda     | 29                |
| Regno Unito       | 8                 |
| Svezia            | 26                |

### Classifiche di fine anno
| Classifica (2000) | Posizione |
| ----------------- | --------- |
| Australia         | 95        |